# Ruth de Souza
Ruth Pinto de Souza (Rio de Janeiro, 12 de maio de 1921 — Rio de Janeiro, 28 de julho de 2019) foi uma atriz brasileira. Considerada uma das grandes damas da dramaturgia brasileira e a primeira grande referência para artistas negros na televisão por seus papéis notáveis.
Ruth destacou-se por ser a primeira atriz negra a protagonizar uma telenovela na Rede Globo em A Cabana do Pai Tomás (1969) — e a segunda na televisão brasileira, após Yolanda Braga, em A Cor da Sua Pele (1965) na TV Tupi — além da primeira artista brasileira indicada ao prêmio de melhor atriz em um festival internacional de cinema, por seu trabalho em Sinhá Moça (1954) no Festival de Veneza.

## Biografia

### Infância
Ruth de Souza nasceu no subúrbio carioca, no bairro do Engenho de Dentro. Mudou-se para uma fazenda em Porto do Marinho, em Minas Gerais onde viveu até os nove anos de idade. Com a morte do pai, ela e a mãe voltaram a morar no Rio, em uma vila no bairro de Copacabana.

### Carreira
Ruth de Souza interessou-se pelo teatro ainda na infância. Em 1945 adentrou ao grupo Teatro Experimental do Negro (TEN), liderado por Abdias do Nascimento, abrindo caminho para o artista negro no Brasil, participando, ao lado de outras mulheres negras, sendo em 1945 o primeiro grupo de teatro negro a subir ao palco do Teatro Municipal do Rio de Janeiro com a peça O Imperador Jones, de Eugênio O'Neill.
Em 1959, viveu outro momento especial no palco, ao protagonizar Oração para uma Negra, de William Faulkner, com Nydia Lícia e Sérgio Cardoso, no Teatro Bela Vista, em São Paulo.
Em 1948 ganhou uma bolsa de estudos da Fundação Rockefeller, por indicação de Paschoal Carlos Magno, passando um ano nos Estados Unidos, estudando na Universidade Howard, em Washington, na escola de teatro Karamu House, Cleveland, e também na Academia Nacional do Teatro, em Nova Iorque. No mesmo ano estreou no cinema, no filme Terra Violenta, baseado no romance Terras do Sem-Fim, de Jorge Amado. Participou de inúmeras produções, tais como Falta Alguém no Manicômio (1948), Também Somos Irmãos (1949), Ângela (1951) e Terra É Sempre Terra (1952). Em 1953, conquistou reconhecimento nacional por sua participação no filme Sinhá Moça, que impulsionou sua carreira de atriz cinematográfica, que resultou em ser a primeira artista brasileira indicada a um prêmio internacional de cinema, no Festival de Veneza de 1954, na categoria de Melhor Atriz.
Na década de 1950, começa a participar de radionovelas e a atuar nos teleteatros da TV Tupi e teatros. Por sua atuação em 1959 na peça "Oração para uma Negra", de William Faulkner com o grupo Nydia Lícia–Sérgio Cardoso. recebeu os principais prêmios da temporada. Na década seguinte, alcança o sucesso na televisão com a telenovela A Deusa Vencida, de Ivani Ribeiro, na TV Excelsior. Em 1969 se tornou a primeira atriz negra a protagonizar uma telenovela na Rede Globo em A Cabana do Pai Tomás — e a segunda na televisão brasileira, após Yolanda Braga, em A Cor da Sua Pele (1965) na TV Tupi.
Em 2016, a atriz foi homenageada no Centro Cultural Banco do Brasil, em Brasília. Em 2019 foi novamente homenageada, agora no carnaval carioca pela escola de samba Acadêmicos de Santa Cruz, com o enredo Ruth de Souza – Senhora Liberdade. Abre as Asas Sobre Nós.

## Morte
A atriz faleceu em 28 de julho de 2019, aos 98 anos, quando internada no centro de Tratamento Intensivo do Hospital Copa D'Or, em Copacabana, na Zona Sul do Rio, em tratamento de uma pneumonia.

## Teatro

Ruth de Souza, Carlos Zara, Nieta Junqueira, Nydia Licia e Wanda Kosmo na peça Vestido de Noiva. Arquivo Nacional.

## Filmografia

### Televisão
| Ano                         | Título                             | Papel                     | Notas                          |
| --------------------------- | ---------------------------------- | ------------------------- | ------------------------------ |
| 1952–55                     | Grande Teatro Tupi                 | Várias personagens        |                                |
| 1965                        | A Deusa Vencida                    | Narcisa                   |                                |
| 1968                        | Passo dos Ventos                   | Mãe Tuiá                  |                                |
| 1969                        | A Cabana do Pai Tomás              | Cloé                      |                                |
| 1969                        | Verão Vermelho                     | Clementina                |                                |
| 1970                        | Assim na Terra Como no Céu         | Isabel                    |                                |
| 1970                        | Pigmalião 70                       | [ 19 ]                    |                                |
| 1971                        | O Homem Que Deve Morrer            | Maria das Dores           |                                |
| 1972                        | Bicho do Mato                      | Zilda da Conceição        |                                |
| 1973                        | O Bem Amado                        | Chiquinha do Parto        |                                |
| 1973                        | Os Ossos do Barão                  | Elisa                     |                                |
| 1974                        | O Rebu                             | Lurdes                    |                                |
| 1975                        | Helena                             | Madalena                  |                                |
| 1975                        | O Grito                            | Albertina                 |                                |
| 1976                        | Duas Vidas                         | Elisa                     |                                |
| 1977                        | Sinhazinha Flô                     | Justa                     |                                |
| 1978                        | Sinal de Alerta                    | Adelaide Santiago         |                                |
| 1980                        | Olhai os Lírios do Campo           | Mariana                   |                                |
| 1982                        | Sétimo Sentido                     | Jerusa Bueno              |                                |
| 1983–84                     | Caso Verdade                       |                           |                                |
| 1984                        | Partido Alto                       | Jurada                    | Participação Especial          |
| 1984                        | Corpo a Corpo                      | Jurema Nascimento Rangel  |                                |
| 1986                        | Sinhá Moça                         | Balbina                   |                                |
| 1986                        | Cambalacho                         | Mãe Aparecida             |                                |
| 1986                        | Os Trapalhões                      | Mãe do Mussum             |                                |
| 1987                        | Mandala                            | Maria José Barbosa (Zezé) |                                |
| 1987                        | Expresso Brasil                    | Chiquinha do Parto        |                                |
| 1988                        | Fera Radical                       | Cecília                   |                                |
| 1989                        | Pacto de Sangue                    | Mãe Quitinha              |                                |
| 1990                        | Rainha da Sucata                   | Juíza Elizabeth           |                                |
| 1992                        | De Corpo e Alma                    | Amiga de Calu             |                                |
| 1993                        | Você Decide                        |                           | Episódio: "A Cor do Amor"      |
| 1994                        | Memorial de Maria Moura            | Siá Mena                  |                                |
| 1995                        | Você Decide                        |                           | 2 episódios                    |
| 1996                        | Quem É Você?                       | Isolina Barroso           |                                |
| 1997                        | Você Decide                        |                           | Episódio: "Enrascada"          |
| 2000                        | Você Decide                        | Isaura                    | Episódio: "A Mãe Preta"        |
| 2001                        | O Clone                            | Mocinha da Silva          |                                |
| 2004                        | Senhora do Destino                 | Marina Cazarredo          | Episódio: "28 de junho "       |
| 2006                        | Sinhá Moça                         | Mãe Maria                 |                                |
| 2007                        | Amazônia, de Galvez a Chico Mendes | Madrinha Entrevada        |                                |
| 2007                        | Duas Caras                         | Tia Nena                  |                                |
| 2008                        | Faça Sua História                  | Passageira                | Episódio: "Super-Mamãe Suzete" |
| 2010                        | Na Forma da Lei                    | Velha Oxalá               | Episódio: "Dura Lex, Sed Lex"  |
| 2018                        | Mister Brau                        | Ela mesma                 | Episódio: "1 de maio"          |
| Se Eu Fechar os Olhos Agora | Madalena dos Santos                |                           |                                |

### Cinema
| Ano  | Título                                   | Personagem                         |
| ---- | ---------------------------------------- | ---------------------------------- |
| 1948 | Terra Violenta                           | Empregada                          |
| 1948 | Falta Alguém no Manicômio                | Júlia                              |
| 1949 | Também Somos Irmãos                      | Rosália                            |
| 1950 | A Sombra da Outra                        | —                                  |
| 1950 | Aglaia                                   | —                                  |
| 1951 | Ângela                                   | Divina                             |
| 1951 | Terra É sempre Terra                     | Bastiana                           |
| 1953 | Sinhá Moça                               | Balbina                            |
| 1954 | Candinho                                 | Dona Manuela                       |
| 1956 | Quem Matou Anabela?                      | —                                  |
| 1957 | Osso, Amor e Papagaios                   | Benedita                           |
| 1958 | Ravina                                   | Mariana                            |
| 1959 | Fronteiras do Inferno                    | Lina                               |
| 1960 | Mistério da Ilha de Vênus                | Mama Rata                          |
| 1960 | Favela                                   | —                                  |
| 1961 | Bruma Seca                               | Luísa                              |
| 1961 | A Morte Comanda o Cangaço                | Rezadeira                          |
| 1962 | O Assalto ao Trem Pagador                | Judith                             |
| 1963 | O Cabeleira                              | Jovina                             |
| 1963 | Gimba, o Presidente dos Valentes         | Chica                              |
| 1968 | O Homem Nu                               | Testemunha de Jeová                |
| 1974 | Pureza Proibida                          | Mãe Cotinha                        |
| 1975 | Ana, a Libertina                         | Empregada                          |
| 1976 | Um Homem Célebre                         | —                                  |
| 1977 | Quem Matou Pacífico?                     | —                                  |
| 1977 | Ladrões de Cinema                        | Rainha Louca                       |
| 1980 | Fruto do Amor                            | Ana Maria                          |
| 1987 | Jubiabá                                  | Tia Luiza                          |
| 1994 | Boca                                     | Srª. Esteban                       |
| 1999 | Um Copo de Cólera                        | —                                  |
| 2000 | A Negação do Brasil                      | Ela mesma                          |
| 2003 | O Aleijadinho: Paixão, Glória e Suplício | Joana Lopes                        |
| 2004 | As Filhas do Vento                       | Maria Aparecida                    |
| 2004 | Domingo                                  | Maria                              |
| 2005 | Durvalino                                | Senhora                            |
| 2015 | O Vendedor de Passados                   | Dona Célia                         |
| 2022 | Primavera (póstuma)                      | Josephina / Matilda / Madre Amélia |

## Teatro[65]
| Ano     | Título                           |
| ------- | -------------------------------- |
| 1945    | O Imperador Jones                |
| 1946    | Todos os Filhos de Deus têm Asas |
| 1946    | O Moleque Sonhador               |
| 1947    | O Filho Pródigo                  |
| 1947    | Terras do Sem-Fim                |
| 1948    | Recital Castro Alves             |
| 1948    | A Família e a Festa na Roça      |
| 1948    | Mensagem sem Rumo                |
| 1949    | Aruanda                          |
| 1949    | O Balão que Caiu no Mar          |
| 1949    | Filhos de Santo                  |
| 1950    | Calígula                         |
| 1950    | Dark of the Moon (EUA)           |
| 1950    | Street Scene (EUA)               |
| 1950    | Shadow of a Gunman (EUA)         |
| 1958    | Vestido de Noiva                 |
| 1959–60 | Oração Para uma Negra            |
| 1961    | Quarto de Despejo                |
| 1964    | Vereda da Salvação               |
| 1964    | O Palhaço de Ouro                |
| 1967    | O Milagre de Anne Sullivan       |
| 1972    | O Tesouro de Chica da Silva      |
| 1978    | A Revolução dos Patos            |
| 1980    | Passageiros da Estrela           |
| 1983    | Requiém para uma Negra           |
| 1993    | Zumbi                            |
| 1994    | Anjo Negro                       |
| 1997    | Orfeu da Conceição               |

## Prêmios e indicações
| Ano  | Premiação                                                  | Categoria                | Trabalho           | Resultado | Ref.         |
| ---- | ---------------------------------------------------------- | ------------------------ | ------------------ | --------- | ------------ |
| 1952 | Prêmio Governador do Estado                                | Melhor Atriz Secundária  | Ângela             | Venceu    | [ 66 ]       |
| 1952 | Prêmio Associação Brasileira de Cronistas Cinematográficos | Melhor Atriz Secundária  | Ângela             | Venceu    | [ 66 ]       |
| 1953 | Prêmio Saci                                                | Melhor Atriz Secundária  | Sinhá Moça         | Venceu    | [ 67 ]       |
| 1953 | Prêmio O Índio                                             | Melhor Atriz Secundária  | Sinhá Moça         | Venceu    | [ 67 ]       |
| 1954 | Festival Internacional de Cinema de Veneza                 | Leão de Ouro             | Sinhá Moça         | Indicada  | [ 68 ] [ 8 ] |
| 1976 | Troféu APCA                                                | Melhor Atriz Coadjuvante | Pureza Proibida    | Venceu    |              |
| 2004 | Festival de Gramado                                        | Melhor Atriz             | As Filhas do Vento | Venceu    | [ 69 ]       |
| 2006 | Prêmio Contigo! de Cinema Nacional                         | Melhor Atriz (júri)      | As Filhas do Vento | Indicada  | [ 70 ]       |
| 2016 | Prêmio Guarani de Cinema Brasileiro                        | Guarani Honorário        | Conjunto da Obra   | Venceu    |              |
| 2018 | 5º Festival Brasil de Cinema Internacional                 | Melhor Atriz Coadjuvante | Primavera          | Venceu    | [ 71 ]       |

### Homenagens
- 2013: Homenageada pelo Grande Prêmio do Cinema Brasileiro de 2013[72] pelo Conjunto da Obra.[73]
- 2017: Prêmio Dandara da ALERJ (premiação dedicada à pessoas que contribuem para a valorização da mulher negra no Rio).[74]
- 2019: Homenageada pela escola de samba carioca Acadêmicos de Santa Cruz no Carnaval daquele ano, com o enredo "Ruth de Souza – Senhora liberdade. Abre as asas sobre nós".[75]
- 2021: No dia 12 de maio, data do centésimo ano de nascimento de Ruth Souza, o Google homenageou a atriz através de seu doodle.[76]
- 2025: Na telenovela da TV Globo Garota do Momento é homenageada com Eli Ferreira interpretando-a. [77]